# Sułów (gemeente)
De gemeente Sułów is een landgemeente in het Poolse woiwodschap Lublin, in powiat Zamojski.
De zetel van de gemeente is in Sułów.
Op 30 juni 2004 telde de gemeente 5206 inwoners.

## Oppervlakte gegevens
In 2002 bedroeg de totale oppervlakte van gemeente Sułów 93,48 km², waarvan:
- agrarisch gebied: 86%
- bossen: 6%

De gemeente beslaat 4,99% van de totale oppervlakte van de powiat.

## Demografie
Stand op 30 juni 2004:
| Omschrijving                   | Totaal | Totaal | Vrouwen | Vrouwen | Mannen | Mannen |
| ------------------------------ | ------ | ------ | ------- | ------- | ------ | ------ |
| eenheid                        | aantal | %      | aantal  | %       | aantal | %      |
| inwoners                       | 5206   | 100    | 2711    | 52,1    | 2495   | 47,9   |
| bevolkingsdichtheid (inw./km²) | 55,7   | 55,7   | 29      | 29      | 26,7   | 26,7   |

In 2002 bedroeg het gemiddelde inkomen per inwoner 1128,87 zł.

## Administratieve plaatsen (sołectwo)
Deszkowice Drugie, Deszkowice Pierwsze, Kawęczyn-Kolonia, Kitów, Kulików, Michalów, Rozłopy (2 sołectwa), Rozłopy-Kolonia, Sąsiadka, Sułowiec, Sułów, Sułów-Kolonia, Sułówek, Tworyczów, Źrebce.

## Overige plaatsen
Brzezina, Czajki, Czternastka, Doliny, Gaj, Góry, Kolonia, Kolonia Dworska, Kolonia Środkowa, Kątek, Lipiny, Majdan, Mule, Nawsie, Pałac, Pod Szosą, Polówka, Popówka, Rutki, Rynek, Stara Wieś, Starowieś, Wygon.

## Aangrenzende gemeenten
Nielisz, Radecznica, Rudnik, Szczebrzeszyn, Turobin